# Château Törley
Le Château Törley (en hongrois : Törley-kastély) est une demeure située dans le 22e arrondissement de Budapest. Situé dans le quartier de Budafok, à proximité du château Sacelláry, il fut autrefois la résidence du propriétaire de la maison de vins pétillants Törley : József Törley. Il est désormais propriété de l'Etat et est loué à un institut de recherche en biologie.